# Крючихин, Сергей Павлович
Сергей Павлович Крючихин (15 января 1984, Краснодар) — российский футболист, защитник.

## Биография
Воспитанник краснодарских СДЮШОР «Олимпик» и ДЮСШ «Краснодар-2000». За «Краснодар-2000» играл во втором дивизионе в 2001—2002 годах. В 2003 сыграл три игры в первой лиге Украины за ЦСКА Киев и одну игру за фарм-клуб «Арсенал-2» во второй лиге. 7 августа 2005 провёл одну игру в чемпионате Украины за киевский «Арсенал» — в гостевой игре против ФК «Харьков» вышел на замену на 25 минуте, через 6 минут получил жёлтую карточку и в перерыве был заменён. Играл в российских любительских клубах «Спартак» Геленджик (2006) и «Молния» Небуг (2007). В 2007 году провёл 8 игр за «Зимбру» в чемпионате Молдавии, играл в Кубке УЕФА 2007/08. В 2008 играл за любительский «Динамо» Краснодар, затем во втором дивизионе за «Торпедо» Армавир (2009—2010, 2013—2014), «Горняк» Учалы (2011—2013). В 2014 году провёл 10 аннулированных игр за «Севастополь». С 2015 года играет в любительских клубах Краснодарского края «Омега» Курганинск, «Кубань Холдинг» Павловская, «Витязь-Мемориал» Староминская, «Магнат» Краснодар, «Русь» Днепровская.
На юношеском чемпионате Европы (до 16 лет) 2001 года в Англии провёл три матча из четырёх, в каждом получал жёлтую карточку.